# Eois agroica
Eois agroica är en fjärilsart som beskrevs av Dyar 1913. Eois agroica ingår i släktet Eois och familjen mätare. Inga underarter finns listade i Catalogue of Life.